# Altinote intensa
Altinote intensa är en fjärilsart som beskrevs av Jordan 1910. Altinote intensa ingår i släktet Altinote och familjen praktfjärilar. Inga underarter finns listade i Catalogue of Life.